# 山名宗全

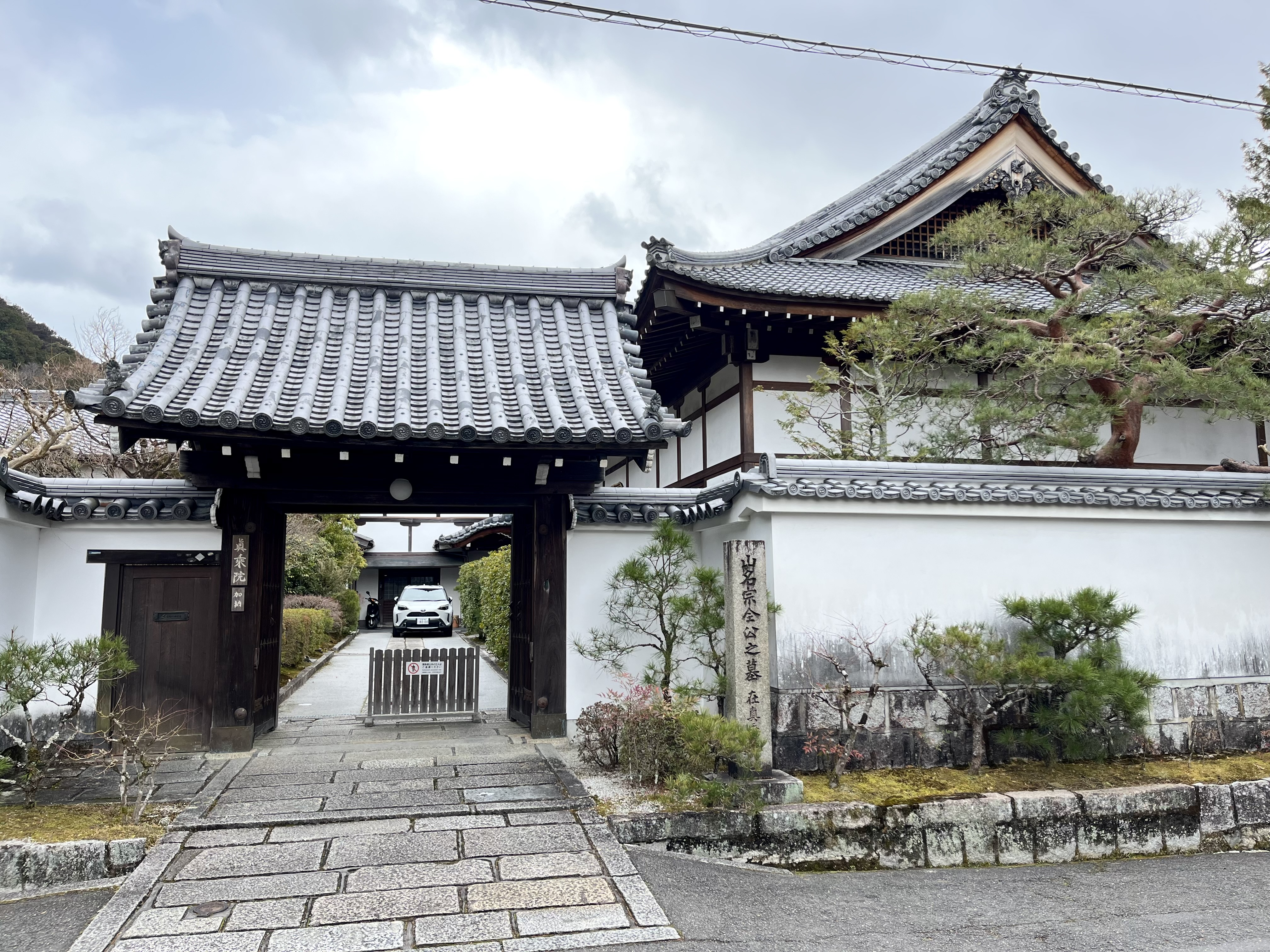
山名宗全公之墓、南禅寺在真乗院、京都市左京区

山名 宗全 / 山名 持豊（やまな そうぜん / やまな もちとよ、応永11年5月29日〈1404年7月6日〉- 文明5年3月18日〈1473年4月15日〉）は、室町時代の武将、守護大名。家系は新田氏庶流の山名氏。室町幕府の四職の家柄で侍所頭人。但馬・備後・安芸・伊賀・播磨守護。山名時熙の3男で、母は山名氏清の娘。諱は持豊で、宗全は出家後の法名。
応仁の乱の西軍の総大将として知られ、西軍の諸将からは宗全入道または赤入道と呼ばれていた。

## 生涯

### 家督相続
応永11年（1404年）5月29日、現在の兵庫県豊岡市に山名時熙の三男として生まれる。同20年（1413年）、10歳で元服、4代将軍足利義持の名の一字を賜り、持豊を名乗る。
応永28年（1421年）12月、持豊は初陣として父の従弟に当たる因幡守護山名熙高と共に備後国人の討伐に向かい、翌年（1422年）に京都へ戻った。
応永27年（1420年）、長兄満時が死去し、後継問題が浮上した。応永35年（1428年）に山名時熙が重病になり持豊を後継にしようとするが、6代将軍・足利義教が自分の側近であった次兄持熙を後継に立てるように命じた。間もなく、時熙の病状が回復したために一度は先送りになったが、将軍の意向が示されたことで山名氏は動揺した。
ところが、永享3年（1431年）5月には持熙が義教の勘気を受けて廃嫡されたため、永享5年（1433年）8月9日に家督を相続、但馬・備後・安芸・伊賀4ヶ国の守護大名になった。病気がちの父に代わって義教に仕え、永享7年（1435年）には父が死去、同9年（1437年）には持豊の家督相続に不満を持った持熙が備後で挙兵したが、これを鎮圧する。
永享11年（1439年）、持豊は正四位下左衛門佐に任官し、翌年（1440年）には幕府侍所頭人兼山城守護となる。

### 嘉吉の乱から隠居まで
嘉吉元年（1441年）6月24日、持豊は足利義教と共に播磨・備前・美作守護赤松満祐の屋敷を訪問したが、満祐が義教を殺害すると抵抗せずに脱出した。
持豊は領国の播磨で挙兵した満祐を討つため、7月28日に侍所頭人を解かれた後は同族の山名教清（石見守護）・山名教之（伯耆守護）や嫡男の教豊と共に討伐軍を率いて但馬から播磨へ侵攻。満祐の城山城を陥落させて鎮圧に貢献し、赤松氏の領国を加えて播磨を獲得、5ヶ国の守護となり（教清は石見・美作、教之は伯耆・備前を領有）、山名熙高の因幡も合わせて10ヶ国の守護職を回復して権勢を得た（嘉吉の乱）。だが、一方で赤松満祐を討つ前から持豊は勝手に自らの守護代らを播磨に送り込み、同国内の所領を横領するなど、幕命を無視する行動を続けており、公家の万里小路時房は持豊が守護に任じられれば「一国滅亡」になると嘆いている。
嘉吉2年（1442年）、持豊は出家して宗峯と号し、長禄年間に宗全と改めた。
東播磨の明石郡、美嚢郡、加東郡3郡は満祐の従弟の赤松満政が代官になっていたが、幕府に申し出て文安元年（1444年）にこの3郡も領有した。同年10月に不満を抱いた満政が播磨へ下向したが、翌年（1445年）1月から4月にかけて満政を討伐、東播磨を実力で領有した。しかし、この後に赤松氏の領国奪還運動が続いていくこととなる。
嘉吉3年（1443年）には嘉吉の乱で殺された山名熙貴の娘を猶子に迎えて大内教弘に嫁がせ、文安4年（1447年）には同じく熙貴の娘を幕府管領の細川勝元に嫁がせて、大内氏や細川氏と縁戚関係を結び勝元と共に畠山持国に対抗した。結果、享徳3年（1454年）にお家騒動で足元が揺らいだ持国を失脚させることに成功、勝元と共に幕政の頂点に立った。
享徳3年（1454年）11月2日に赤松氏の出仕を巡り8代将軍足利義政と対立、宗全退治を命じられた諸大名の軍勢が京都に集結したが、細川勝元の取り成しで宗全退治は中止され、宗全は家督と守護職を嫡男の教豊に譲り、但馬へ下国。同年、赤松満祐の甥則尚が播磨で挙兵して、教豊の子で宗全の孫に当たる山名政豊を攻撃した。宗全は但馬から出兵して則尚軍を破り、則尚を自害に追い込んだ。結局、但馬で4年間過ごし、長禄2年（1458年）に赦免されて再び上洛、幕政に復帰した。
寛正元年（1460年）、教豊と対立して、教豊が播磨へ逃れる事件が発生、程なく和解している。
寛正3年（1462年）、次男の是豊が備後・安芸守護に任命され、寛正5年（1464年）に山城守護も兼ねたが、勝元の引き立てがあったとされる。元々、明徳の乱で厳罰を受けた山名氏が応永の乱の功績で備後や安芸、石見が与えられたのは大内氏を牽制させる意図であったのに、山名氏が大内氏と結ぶことはその戦略を大きく狂わせるものであったから、この動きに対抗するために宗全と是豊父子の関係に楔を打とうと考えたとみられる。三管領家の畠山氏の家督争いでは、勝元は畠山政長を支持するのに対して畠山義就を支持、斯波氏の家督争いでは、斯波義敏を支持する勝元に対し斯波義廉を支持、幕政を巡り婿である勝元と対立するようになった。斯波義廉のみならず、大内氏や一色氏など「反細川勢力」と呼ぶべき諸大名は次第に宗全と関係を深め、宗全は彼らの盟主的存在（「大名頭」）へとなっていった。
一方で、嫡男・教豊をはじめとした一門や被官達が宗全の行動を支持していたかは別であるという指摘もある。文正元年（1466年）8月に斯波義敏の復権に抗議した宗全が斯波義廉と共に切腹すると言い出したとき、被官達が「（将軍の）御敵になる」と述べて宗全に諫言したという話が広まったこと、10月に勝元主導で行われた畠山義就討伐計画に参加することになった諸将の中に畠山政長や京極持清と共に教豊の名前が含まれているためである。このため、勝元との対立は惣領である宗全による暴走で一門・被官達の多くは勝元との関係維持を望んでいたのではないかとする推測がある。ところが、赤松政則が嘉吉の乱で山名氏に奪われた旧領国（播磨・美作・備前）を奪還するために勝元接近し、後述のように実際に政則が播磨に攻め込むと、一門・被官達も自らの所領を防衛するために勝元と決別して宗全と共に西軍に付くことになったものの、備後を拠点としていたために旧赤松氏領国に所領がほとんど無かったと思われる是豊だけはこの動きを肯んじえず、結果的に一族から離反する形となったとしている（従って、是豊が宗全と対立したのは結果論であり、父子不仲だったというのは後世の創作と言うことになる）。

### 応仁の乱と最期
寛正6年（1465年）、男子を出産した足利義政正室の日野富子は、実子の足利義尚の将軍職を望み宗全に接近する。文正元年（1466年）9月には勝元と共謀して、政所執事の伊勢貞親や季瓊真蘂らを失脚させる文正の政変を行う。同年12月には畠山義就を上洛させ、将軍と対面させる。
応仁元年（1467年）には畠山政長が失脚して、管領は山名派の斯波義廉となる。さらに御霊合戦では義就に加勢し、政長を駆逐させる。勝元も巻き返しを図り、5月には宗全と対立する赤松政則が播磨へ侵攻したのをはじめ是豊も備後へ侵攻、双方で散発的な衝突が起こり、5月26日の上京の戦いをきっかけに応仁の乱が始まった。
宗全は出石此隅山城に各国から集結した西軍を率いて挙兵し、京都へ進軍する。当初室町亭の将軍らを確保した勝元率いる東軍に対して劣勢であったが、8月には周防から上洛した大内政弘と合流し、一進一退の状況になる。
文明3年（1471年）、小倉宮の血を引く西陣南帝を擁立したが、程なく放逐された。
応仁3年（1469年）、東軍が西軍本陣に斬り込んできたときには、66歳の老齢ながら具足をつけ刀をとって庭に出て、敵兵を追い払ったという記録がある（『応仁別記』）。しかし、年齢による衰えは隠しようもなく、若い頃の剛毅な性格はあまり見られなくなった。文明2年（1470年）重度の中風に冒されて自筆もできずに花押印を使用していた。またこの頃は宗全が和平を望んでいるという噂が頻繁に流れた始め、6月には宗全が東軍に降参する、あるいは副将格の大内政弘が赦免を望んでいるという奇妙な噂も流れ、西軍の結束力に乱れが起こった。西軍が擁立した足利義視と畠山義就の不和も生じ、8月には山名一族の山名教之が東軍に転じたという噂も流れたという。
その頃、山名氏領国では、播磨に侵攻した赤松政則が文明2年（1470年）までに嘉吉の乱で赤松氏から山名氏に移った播磨・美作・備前の奪還に成功し、山名氏の一族・家臣の多くが所領を喪い、家中に不穏の動きが出始める。文明3年（1471年）9月には東軍の京極氏の支配下にあった出雲への遠征途中であった伯耆守護山名豊之（教之の嫡男）が謀反によって殺され、それを知った尼子清定らの京極軍によって遠征軍は壊滅させられる。この前後に因幡守護山名豊氏（教之の次男・豊之の実弟）が戦死を遂げたとする記録があり、この遠征関係の戦死であった可能性がある。いずれにしても、伯耆と因幡の守護が相次いで亡くなったのは事実で、両国の重臣や被官の中にはこれを機に東軍への内通者が出始める。この事態を知った兄弟の父である山名教之も翌文明4年（1572年）6月に急遽領国である伯耆に撤退することになる。更に石見・美作守護山名政清の伯父である守護代山名清宗（掃部頭）・義宗父子が美作国を守っていたが、赤松政則に敗れて石見国に敗走後に東軍へ離反、更に大内氏の内紛において東軍について反乱を起こした大内道頓の軍も石見に侵攻した結果、被官や国人の多くが東軍に寝返る事態となった。
文明4年（1472年）、和平交渉も行われたが、宗全は赤松軍の撤退と守護職回復を求めたが赤松政則の抵抗などで失敗、5月には宗全は自害を試みている。
このような事態のためか、文明4年（1472年）8月に宗全は家督を政豊に譲っている。これは嫡子の教豊は応仁元年に死去していたためである。
切腹騒動に続く家督移譲は、赤松氏に続いて京極氏に敗れ、更に細川氏との和平交渉にも失敗したことで、山名氏の家中から惣領としての宗全の責任が問われ始めていたとする見方もある。
文明5年（1473年）1月、一族の最重鎮だった教之が死去、後を追うように2ヵ月後の3月18日に宗全も病死した。享年70。先年に切腹未遂を起こした時の傷が悪化したのが原因ともいわれているが、詳細は不明。
墓所は京都市左京区の南禅寺（京都五山）塔頭の真乗院（〒606-8435 福地町86-11）。

## 死後
宗全死去から2ヶ月後の5月11日に勝元も死去、文明6年4月3日（1474年4月19日）、政豊と勝元の子・政元の間に和睦が成立、細川氏と山名氏の和解が実現した。東西両軍の残存勢力はなおも戦ったが、最終的に文明9年（1477年）に終結した。
政豊は和睦後も播磨・備前・美作を巡って赤松政則と衝突、文明15年（1483年）に政則に勝利して一時は3ヶ国の大半を制圧したが、政則と家臣団が団結して反撃、文明17年（1485年）から劣勢に傾き、長享2年（1488年）に播磨から撤退、3ヶ国は政則が領有した。また、播磨奪還の失敗から次男の俊豊（としとよ）を擁立した備後国人衆と対立、政豊は俊豊を廃嫡して事態を収拾させたが、国人が力をつけるようになり、領国支配は揺らいでいった。因幡、伯耆それぞれの山名氏も抗争を起こし、没落の端緒となっていった。

## 経歴
※月日＝旧暦

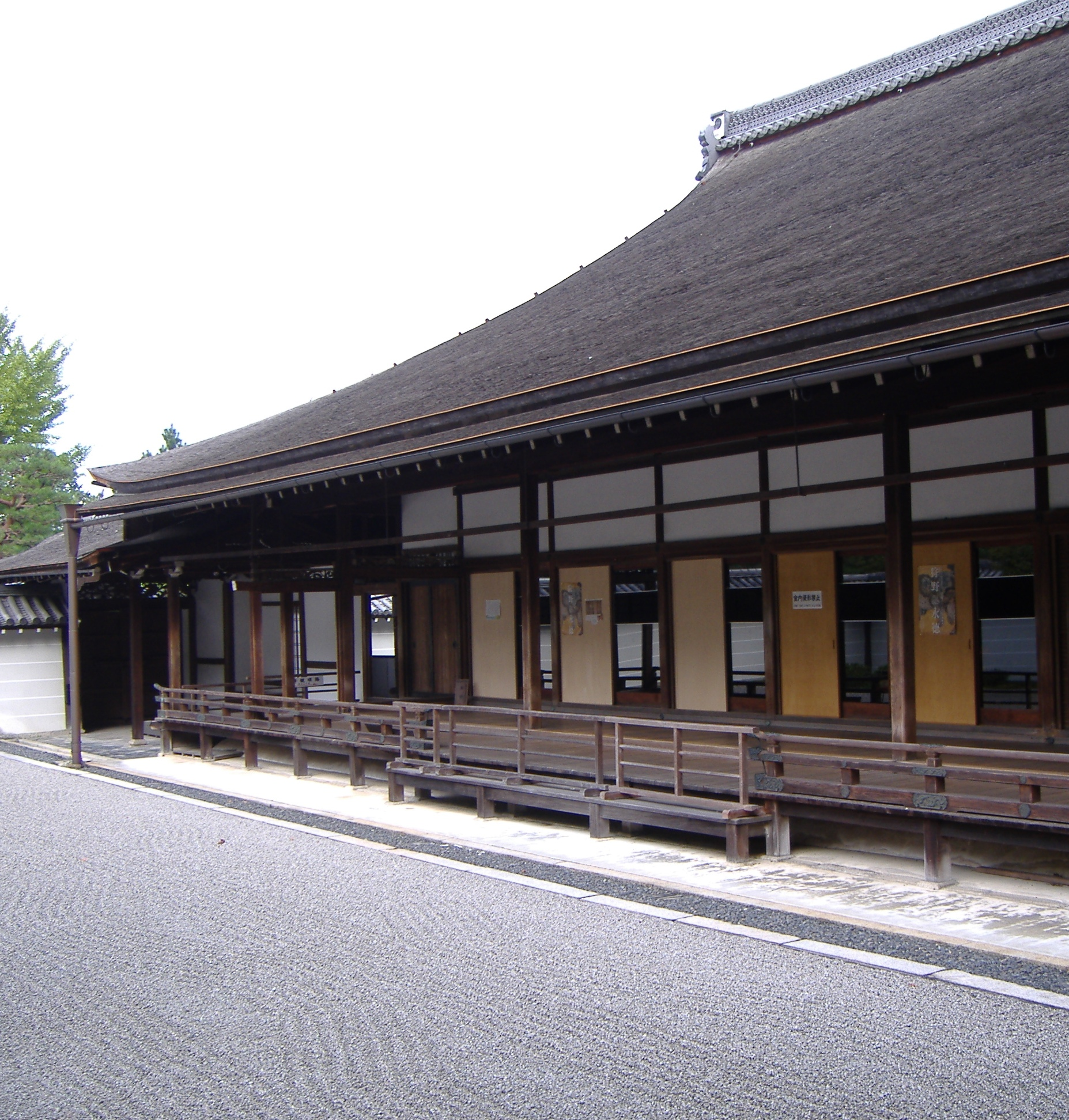
南禅寺

- 1413年（応永20年）：元服し、4代将軍足利義持の名を一字賜り、持豊を名乗る。
- 1439年（永享11年）1月：正四位下左衛門佐に叙任。
- 1440年（永享12年）6月13日：幕府の侍所所司に就任。
- 1441年（嘉吉元年）7月12日：幕府の侍所所司を辞任。
- 1442年（嘉吉2年）1月：従三位右衛門佐に昇叙遷任。同年出家し、宗峯と号する。後に宗全と改める。
- 1444年（文安元年）以降：右衛門督に転任。
- 1454年（享徳3年）11月：隠居し、家督を教豊に譲る。

## 人物・逸話

### 赤入道と性格
市川裕士は、将軍・足利義教の意向によって次兄の山名持熙が後継者に立てられかけ、それを実力で排除することで家督を継承するという持豊の体験が、室町殿（将軍）や幕府の影響力を排除して実力で勢力を拡大することを志向するきっかけになったとする。また、市川は別の著作で、細川氏は管領職など公的権力を利用して勢力拡大につなげることが出来たが山名氏にはそれがなく、持豊は諸大名との関係形成や分国における所領の押領など私的な部分を用いた拡大策を取らざるを得なかった。それは公的権力に干渉されない山名氏及び持豊の「強み」であったが、それは反対に足利義政や細川氏・畠山氏・赤松氏ら諸大名の警戒心を招き、応仁の乱をきっかけに一族の分裂画策などの弱体化策が行われた結果、持豊の死後の山名氏は急激に衰退していった。すなわち、「強み」と「限界」は表裏一体であったと論じている。
性格は激情・横暴・傲慢とされ、嘉吉の乱で赤松氏討伐に向かうまで部下の兵士が洛中の土倉・質屋を襲撃した事件で管領の細川持之から抗議されたことがある。しかし宗全はのらりくらりとした態度をしたため、激怒した持之が宗全をも攻めようと強硬な態度を見せたため、ようやく陳謝した。この時のことを『建内記』の嘉吉元年7月12日条には「近日の無道・濫吹は只だ山名に在るなり」と記録されている。領国でも荘園や寺社領の横領が絶えず発生し、特に旧赤松領における横領はひどかったという
。義政から討伐命令を出されたことなどもあるが、宗全は反省の色を見せずにかえって義政を罵って隠居命令まで出されている。また息子の教豊とも衝突、長禄4年には1年間に2度も対立して教豊が播磨に下向しているほどである（『長禄四年記』）。
心優しい一面もあり、病気の家臣を労わったり、死去した家臣を悼んだりしている。文安元年（1444年）2月17日から23日にかけて宗全は太秦薬師に参籠して家臣の田公入道の病気平癒をした（『康富記』同年2月23日条）。寛正元年（1460年）には父の命日に僧侶を集めて冥福を祈らせていた家臣が死去したことを感じ入ってその家臣を悼んで読経の法会を開いている（『碧山日録』同年7月4日条）。また家臣の八木遠秀が文明元年（1469年）に死去したとき、弥陀の6字をしたためている（『禿尾長柄箒』）。また『応仁記』の信憑性はどうあれ、将軍の足利義政との対立を決意して分国の兵力を動員したとき、垣屋・太田垣ら13人の家臣が上意に背くことの非を説いて諫め、それでも戦うなら我らは出家して高野山に上ると言い出した。それに対して宗全は娘婿の斯波義廉と共に切腹するが、お前たちは留まれと述べた。宗全は家臣を道連れにすることを恐れて言ったのだが、この発言で逆に家臣らは宗全と行動を共にすることを決意したという。ただし、伊藤大貴は前述のように、これは宗全の余りの独断に家中の多くの人々がついて行けなかった（最終的に赤松氏の播磨侵攻によって解消される）経緯の反映とみる。
赤入道の渾名は当時から広まっていたようで、一休宗純は顔が赤いことと好戦的な性格から毘沙門天の生まれ変わりと書いている。ただし実際の宗全の肖像がどのようなものかは伝わっておらず、不明である。なお、宗全自身も毘沙門天に特別の想いがあったのか、兵庫県朝来市の鷲原寺に宗全が寄進した毘沙門天像がある。
宗全には政治欲は乏しく、専ら軍人としての性格が強かったという。宗全時代の山名軍は兵力も多くて能力も強く、幕府がたびたび横暴のあった山名軍をそれでも幕府体制の中に組み込んでいったのは強大な軍事力が他の大名を圧倒していたためという。『嘉吉記』では宗全は公式の政務に関与することは少なく、軍事方面に関わるのみだったとしている。実際、侍所頭人の職にあったのも1年余ほどで、以後は幕府の宿老として権勢をふるった。宗全のやり方は数多い子女を他家に嫁ぎあるいは迎えて人脈を拡げて勢力を拡大するというものだった。

### その他
室町時代末期に書かれた『 塵塚物語』では、応仁の乱の最中に訪問した公家が先例を引き合いに出して諫めた所、「これからは例という字を時に置き換えたらどうか」「先例というが、あなたが没落して私と対面している今こそ時を重視すべきではないか」と言ったとするエピソードが書かれ、時勢を重視する宗全を表す逸話として引用されている。この話が史実かどうかは不明だが、宗全が形式より実力を重要視したのは事実で、荘園を横領するなどの行為など後の戦国大名の実力本位の行動が宗全には多々見える。
かつて応仁の乱の原因は勝元との対立が主流だったが、対立は寛正6年からであり、それまでは協調して幕政の勢力争いに対処していったことと、文明4年の和睦交渉まで数えると対立時期が7年しかなかったこと、宗全と勝元が死去した後の文明6年にそれぞれの後継者が和睦したことから近年は異説もある。
寺社の保護に熱心な一面もあり、本領の但馬をはじめ京の寺社も庇護している。
浄瑠璃・歌舞伎作品『伽羅先代萩』において、山名宗全は逆臣仁木弾正の後ろ盾として描かれる。また、江戸時代後期のベストセラー『偐紫田舎源氏』では、将軍位を狙う悪役として描かれている。

## 関連作品
テレビドラマ
- 『花の乱』（NHK大河ドラマ、1994年、演：萬屋錦之介）